# کوسونوکی ماساشیگه

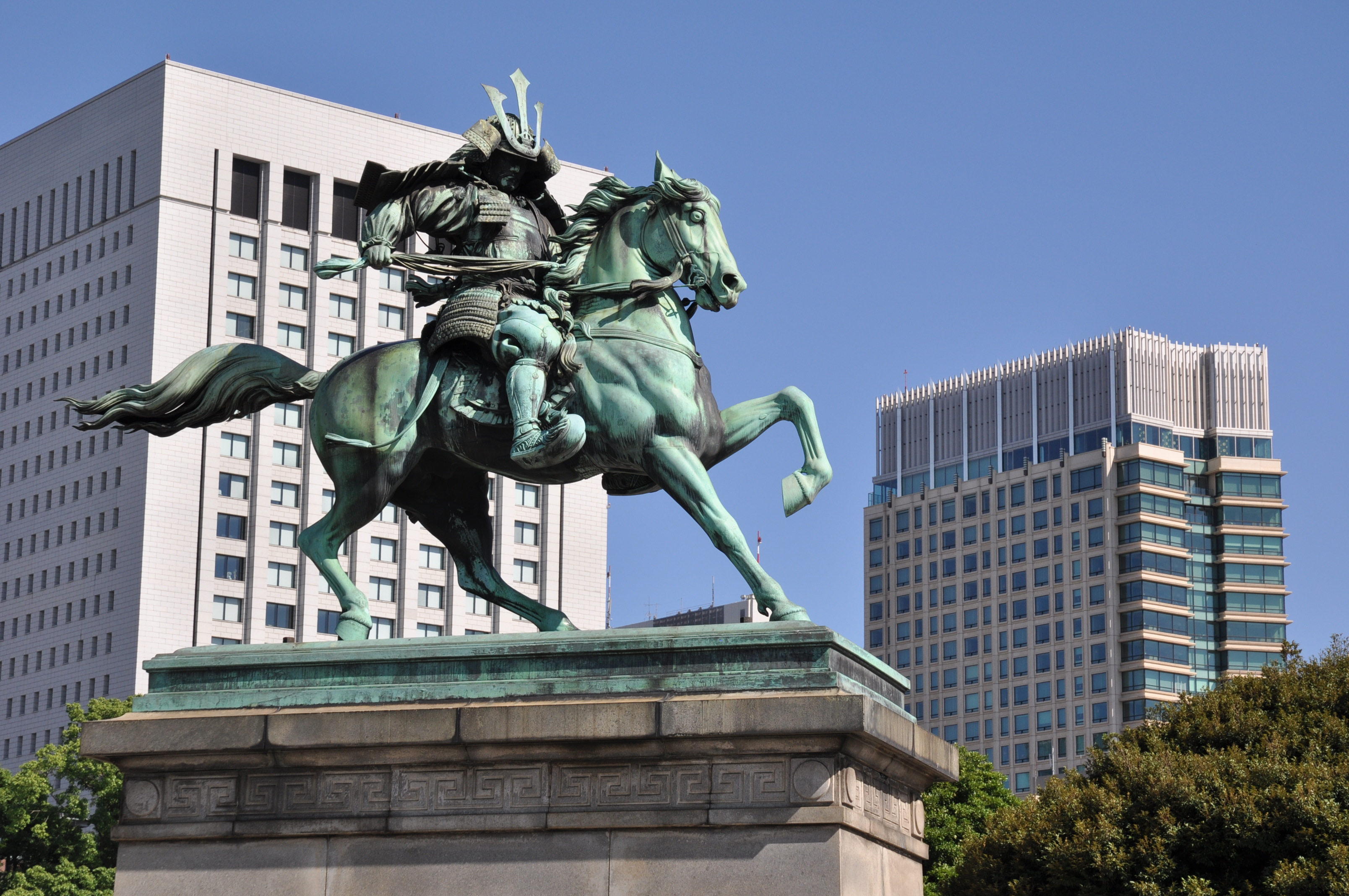
تندیس اسب سوار کوسونوکی ماساشیگه در برابر کاخ امپراتوری توکیو در توکیو

کوسونوکی ماساشیگه (به ژاپنی: 楠木 正成 Kusunoki Masashige) ،(۱۲۹۴ –۱۳۳۶) یک سامورایی در دوره کاماکورا بود که به عنوان کمال مطلوب و الگوی وفاداری سامورایی از وی یاد می‌شود.
نیمه اول زندگی ماساشیگه کوسونوکی مشخص نیست، اما گفته می‌شود که او یک «سرکش» بود که در ولایت کاواچی و ولایت ایزومی (منطقه کینکی کنونی) مستقر بود. اصطلاح «سرکش» در اینجا به افرادی گفته می‌شود که تحت کنترل دربار امپراتوری یا تحت کنترل شوگون نیستند.

## رؤیای امپراتور
در مورد رویارویی ماساشیگه کوسونوکی و امپراتور گودایگو، حکایت معروفی در مورد رویاپردازی در کتاب تایهیکی ثبت شده است.
در اواخر دوره کاماکورا، دربار امپراتوری بر سر تاج و تخت سلطنتی بین جناح جیمیوئین و جناح دایگاکوجی دچار درگیری دائمی بود.
امپراتور گو-دایگو، که هدفش حکومت مستقیم فرزندانش بود، در سال ۱۳۳۱ شورش گنکو (سال اول گنکو) را به منظور سرنگونی شوگون‌سالاری کاماکورا آغاز کرد. اما اوضاع جنگ خوب پیش نرفت و آنها در کوه کاساگی محصور شدند. یک روز، زمانی که امپراتور گو-دایگو زندگی پر اضطرابی داشت، رؤیایی دید. وقتی به دنبال صندلی خود در یک سالن ضیافت در باغ بزرگ بودم، متوجه شدم که صندلی بالایی خالی است. سپس کودکی زیبا ظاهر شد و گفت: صندلی شما در صندلی بالایی است که زیر درختی بزرگ است که شاخه‌های آن به سمت جنوب کشیده شده است. وقتی امپراتور گو-دایگو از خواب بیدار شد، متوجه شد که کلمه «کی» (木 درخت) و «می‌نامی» (南 جنوب) به «کوسونوکی» (楠木) تبدیل شده است. با این فکر که باید پیامی از طرف خدا باشد که به آنها می‌گوید به فردی به نام «کوسونوکی» تکیه کنند، آنها به دنبال شخص مورد نظر گشتند و فقط یک نفر به نام ماساشیگه کوسونوکی را پیدا کردند.
ماساشیگه کوسونوکی که از کوه کاساگی دیدن کرده بود، به آسانی این پیشنهاد را پذیرفت و گفت: «هیچ چیز مانند افتخار گرفتن تیر و کمان نیست.» (به عنوان یک جنگجو، افتخاری بزرگتر از این وجود ندارد) گفته می‌شود که او با امپراتور گو-دایگو بیعت کرد و گفت: «حتی اگر در نبرد شکست بخوریم، تا زمانی که ماساشیگه هنوز زنده است، قطعاً خوش شانس خواهیم بود.» ماساشیگه کوسونوکی سپس ارتشی را در قلعه آکاساکا تشکیل داد.

## فعالیت‌های ماساشیگه کوسونوکی

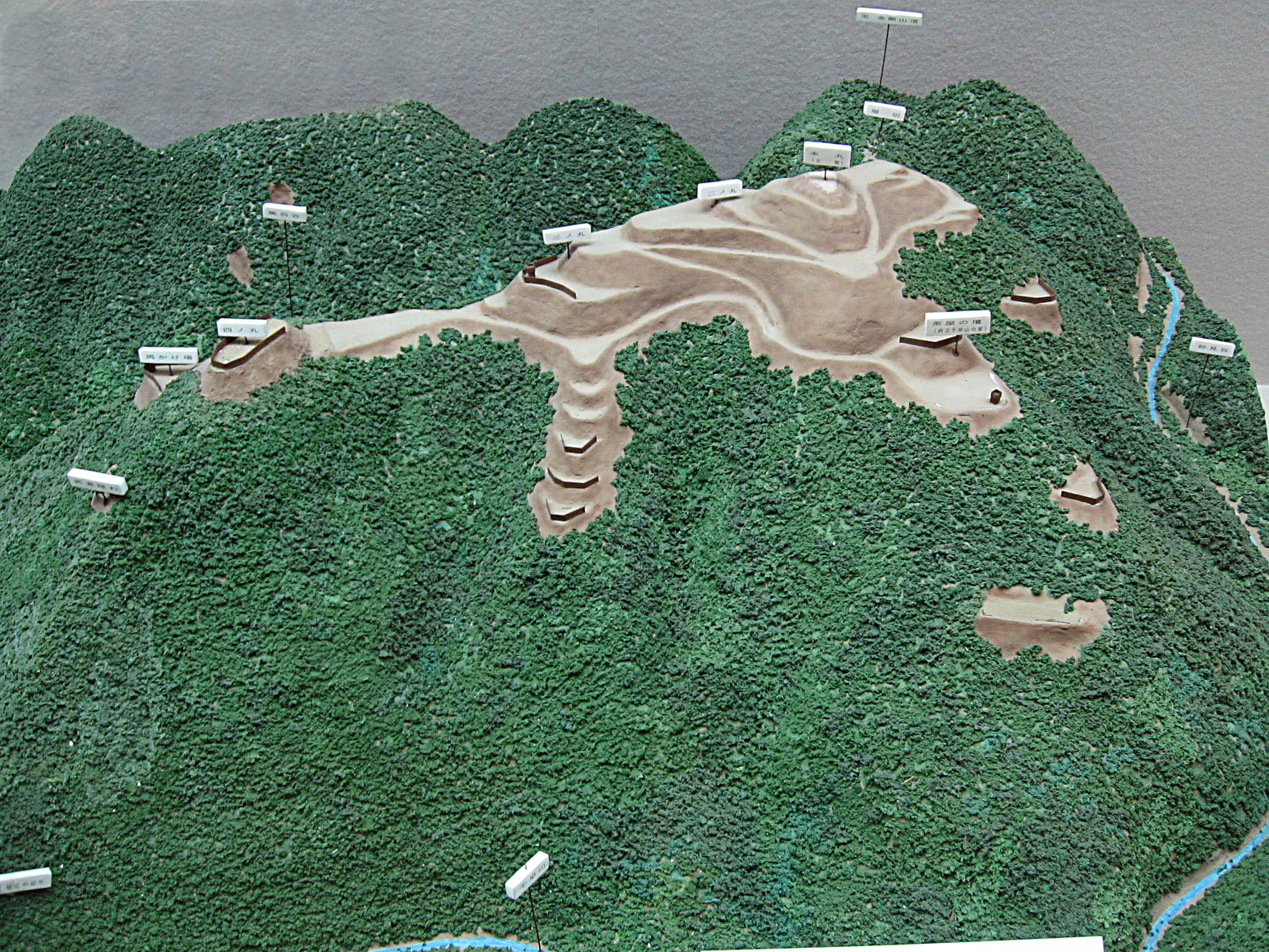
قلعه چیهایا ساخته شده توسط ماساشیگه

اگرچه نبرد در کوه کاساگی از نظر قدرت نظامی بسیار پایین‌تر بود، اما طرف امپراتور گو-دایگو که توسط دژ طبیعی کوه کاساگی محافظت می‌شد، مبارزه خوبی با ارتش شوگون انجام داد.
با این حال، یک شب هنگام طوفان باران، قلعه ای که امپراتور گودایگو در آن بود به دلیل طرح آتش‌سوزی توسط شوگون‌سالاری (آتش‌سوزی در کوه) به‌طور کامل فرو ریخت. امپراتور گو-دایگو و همراهانش توسط ارتش شوگون اسیر شدند، اما پسر سوم امپراتور گو-دایگو، شاهزاده امپراتوری شاهزاده موری‌یوشی (۱۳۰۸–۱۳۳۵)، فرار کرد و به قلعه آکاساکا پناه برد، جایی که ماساشیگه کوسونوکی ارتش تشکیل داده بود.
در طی محاصره آکاساکا توسط ارتش بزرگی از سمت شوگون مورد حمله قرار می‌گیرد، اما به لطف تلاش‌های ماساشیگه کوسونوکی، آنها مبارزه خوبی انجام دادند.  ماساشیگه کوسونوکی و شاهزاده امپراتوری شاهزاده موری‌یوشی حدود ۲۰ روز در قلعه آکاساکا محبوس شدند و وقتی ذخایر آنها تمام شد، قلعه آکاساکا را رها کردند و فرار کردند.
امپراتور گو-دایگو در شورش گنکو شکست خورد و توسط ارتش شوگون اسیر شد و به جزایر اوکی تبعید شد، اما ماساشیگه کوسونوکی که ابتدا قلعه آکاساکا را رها کرده بود پس از عقب‌نشینی، آنها یک بار دیگر قلعه ای به نام قلعه کامی-آکاساکا  را ساختند و قدرت بزرگی را تأسیس کردند.
ماساشیگه کوسونوکی همچنین در محاصره چیهایا در سال ۱۳۳۳ (سال سوم گنکو) دلاورانه جنگید.
با الهام از این مبارزه، نیروهای ضد شوگون نیروها را در مکان‌های مختلف جمع کردند و روکوهارا تاندای (نهادی که توسط شوگون‌سالاری در روکوهارا برای نظارت بر کیوتو [امپراتور] راه اندازی شد)، آشیکاگا تاکائوجی آن را فتح کردند. در نتیجه، ارتش شوگون در قلعه چیهایا عقب‌نشینی کرد. ماساشیگه کوسونوکی در نبرد قلعه چیهایا پیروز می‌شود.

## پیروزی

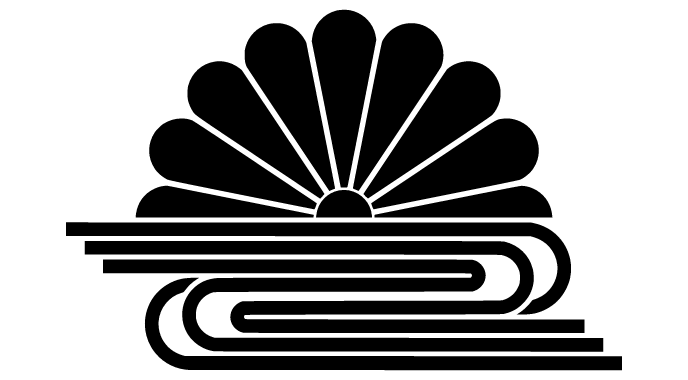
کیکوسوی

در نهایت، شوگون‌سالاری کاماکورا توسط نیتا یوشی‌سادا سرنگون شد، اما شکی نیست که نبردهای شجاعانه ماساشیگه کوسونوکی کمک زیادی به شکست شوگون‌سالاری کرد.
امپراتور گو-دایگو سپس به تاج و تخت بازگشت و تجدید حیات کنمو مورد انتظار خود را آغاز کرد.
برای این دستاورد، امپراتور گودایگو نشان داودی را به ماساشیگه کوسونوکی اهدا کرد. با این حال، ماساشیگه کوسونوکی گفت که از نشان امپراتور می‌ترسید، بنابراین او شروع به استفاده از کیکوسوی مون کرد که در نیمه پایینی تاج گل داوودی، آب روان داشت.